# 元山镇 (剑阁县)
元山镇，是中华人民共和国四川省广元市剑阁县下辖的一个乡镇级行政单位。

## 行政区划
元山镇下辖以下地区：
元山社区、福泉村、宝田村、白坝村、七一村、普同村、平桥村、盘石村、粮丰村、松岭村、二教村、金竹村、石楼村、铁炉村、石板村、广化村、爱国村、鱼岭村、幸福村、红旗村、柳河村和双狮村。